# منتخب بولندا لهوكي الحقل للرجال
منتخب بولندا الوطني لهوكي الحقل للرجال (بالبولندية: Reprezentacja Polski w hokeju na trawie mężczyzn)‏ هو ممثل بولندا الرسمي في المنافسات الدولية في هوكي الحقل .